# 岳西県
岳西県（がくせい-けん）は、中華人民共和国安徽省安慶市に位置する県。

## 行政区画
- 鎮:天堂鎮、店前鎮、来榜鎮、菖蒲鎮、頭陀鎮、白帽鎮、温泉鎮、響腸鎮、河図鎮、五河鎮、主簿鎮、冶渓鎮、黄尾鎮、中関鎮
- 郷:毛尖山郷、蓮雲郷、青天郷、包家郷、古坊郷、田頭郷、石関郷、姚河郷、和平郷、巍嶺郷